# 麦芽糖酶

麥芽糖的结构

麦芽糖酶（英語：Maltase，EC 3.2.1.20）是一种发现于人小肠刷状边缘的酶，催化雙醣麥芽糖水解为单糖葡萄糖。这种酶也发现存在于植物、细菌、酵母中。
吸血蝠亞科是已知惟一的一支不生成麦芽糖酶的脊椎动物。